# Mateusz Klich
Mateusz Klich (Tarnów, 1990. június 13. –) német származású lengyel válogatott labdarúgó, az amerikai Atlanta United középpályása.

## Pályafutása

### A válogatottban
2011. június 5-én mutatkozott be a lengyel válogatottban az Argentína ellen 2–1-re megnyert barátságos mérkőzésen. 2013. augusztus 14-én szerezte első gólját a válogatottban a Dánia elleni barátságos mérkőzésen.

## Statisztika

### A válogatottban
| Válogatott    | Év       | Mérk. | Gólok |
| ------------- | -------- | ----- | ----- |
| Lengyelország | 2011     | 1     | 0     |
| Lengyelország | 2013     | 5     | 1     |
| Lengyelország | 2014     | 4     | 0     |
| Lengyelország | 2018     | 5     | 1     |
| Lengyelország | 2019     | 8     | 0     |
| Lengyelország | 2020     | 7     | 0     |
| Lengyelország | 2021     | 8     | 0     |
| Lengyelország | 2022     | 3     | 0     |
| Összesen      | Összesen | 41    | 2     |